# Чернотелки
Черноте́лки (лат. Tenebrionidae) — одно из крупнейших семейств жесткокрылых насекомых, насчитывающее приблизительно 20 000 видов, из них на территории Европы обитает примерно 1775 видов. В России — 245 видов из 110 родов. На территории Украины встречается 102 вида. Личинки, среди которых встречаются вредители сельскохозяйственных культур, известны как ложнопроволочники.

## Синонимия
Чернотелки (Tenebrionidae Latreille, 1802 = Alleculidae Laporte de Castelnau, 1840 = Cossyphodidae = Lagriidae Fabricius, 1775 = Nilionidae = Petriidae = Physopaussidae = Tentyriidae)

## Внешний вид

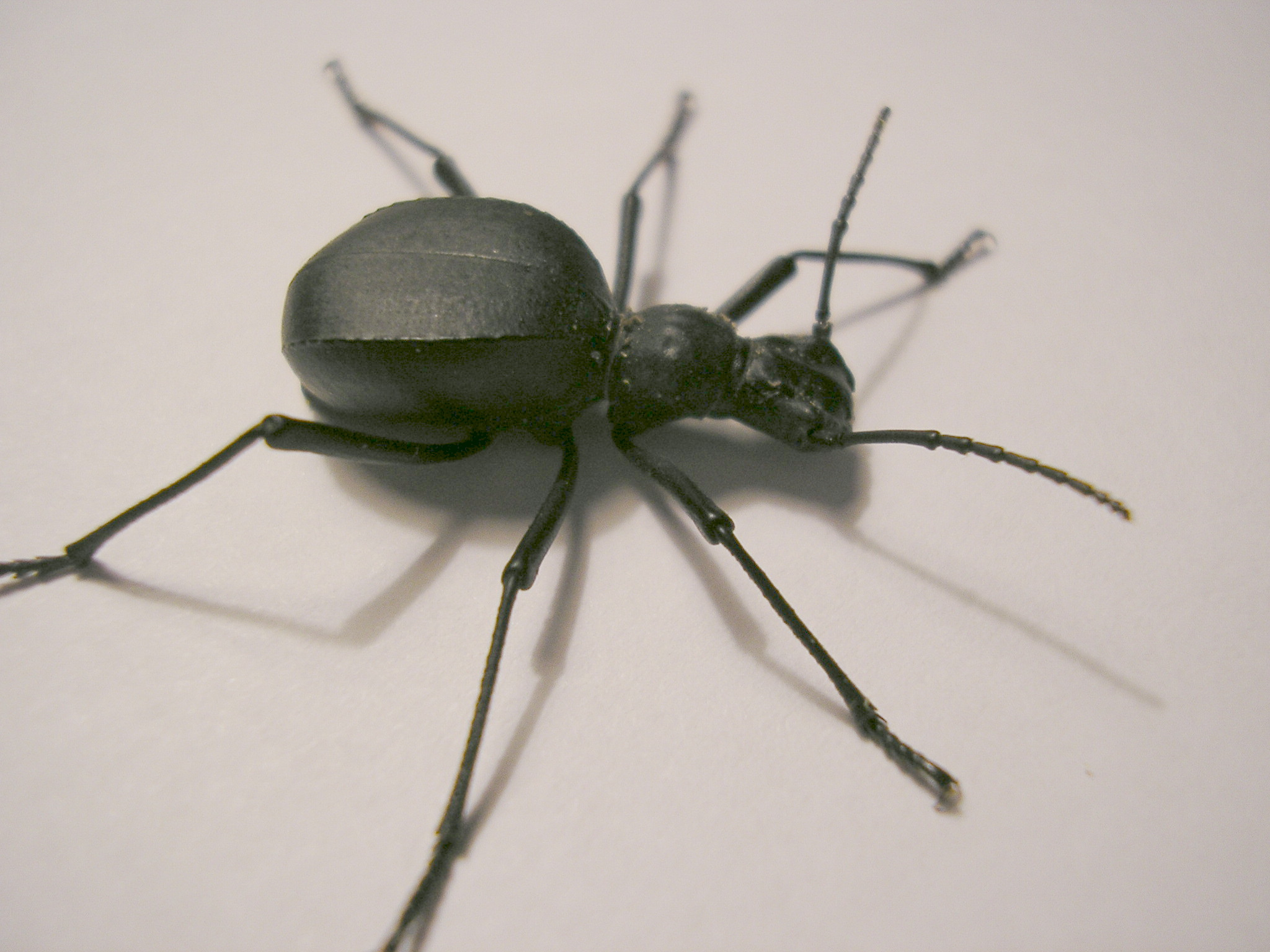
Имаго жука Elenephorus collaris

Жуки длиной 1—80 мм. Тело преимущественно продолговатое, иногда сильно удлиненное или сильно выпуклое, каплевидное. Сверху чаще голое, но нередко покрыто короткими щетинками или волосками. B редких случаях тело покрыто тонкими, длинными волосками (Emmallus), чешуйками (Leichenum) или чешуевидными волосками (Gridelliopus). У некоторых Opatrini тело целиком покрыто плотной коркой из приставших частиц почвы. Скульптура тела включает в себя всевозможные образования — пунктировка, зернистость, морщины, бороздки, выросты, кили, вдавления, бугорки.
Окраска преимущественно однотонная, обычно темная, варьирует от темно-бурой до чёрной (особенно у живущих в степях и пустынях, по которой и названо семейство), ряд ночных и сумеречных видов могут иметь светлую окраску или просвечивающие покровы. Ряд лесных видов обладает светлым рисунком в виде перевязей или пятен на надкрыльях. Также встречаются виды с металлическим блеском покровов.
Усики 11-члениковые, редко 10-члениковые (некоторые Archaeoglenini, Bolitophaginae, Hypophloeinae и некоторые Opatrinae) или 9-члениковые у некоторых Archaeoglenini.
Формула лапок (число члеников в лапках от первой к третьей паре ног) обычно 5,5,4, иногда 4,4,4 (некоторые Bolitophaginae, Diaperinae, Pimeliinae, Phrenapatinae) или 3,3,3 (некоторые Phrenapatini). Ротовые органы грызущего типа с умеренно развитыми, сильными жвалами. Мандибулы зубчатые, иногда очень длинные (Calognathini), как у рогачей, на вершине двух- или трёхзубчатые (Phrenapatinae). Гула (Gula) иногда стридуляторная (Platynotyni, Oncotini, некоторые Stronguliini: Praeugenina).
Жилкование задних крыльев, которые могут быть хорошо развиты или отсутствовать (Zophosini, Blaptini, Pimeliini), кантароидного типа.
Длина ног чернотелок обычно увеличивается от первой к последней паре.

### Половой диморфизм
Половой диморфизм в различной степени выражен у отдельных групп, родов и видов подсемейства. Самки отличаются от самцов более широким и более выпуклым телом. Величина тела не связана с полом: часто самцы не уступают самкам по длине тела. В очень редких случаях толщина члеников усиков у самцов заметно больше, чем у самок. Наиболее резкие различия между самцами и самками наблюдаются довольно часто в строении ног, что связано с развитием приспособлений на ногах самцов для удержания самки во время копуляции. Сходные образования существуют у отдельных представителей различных триб.

## Биология

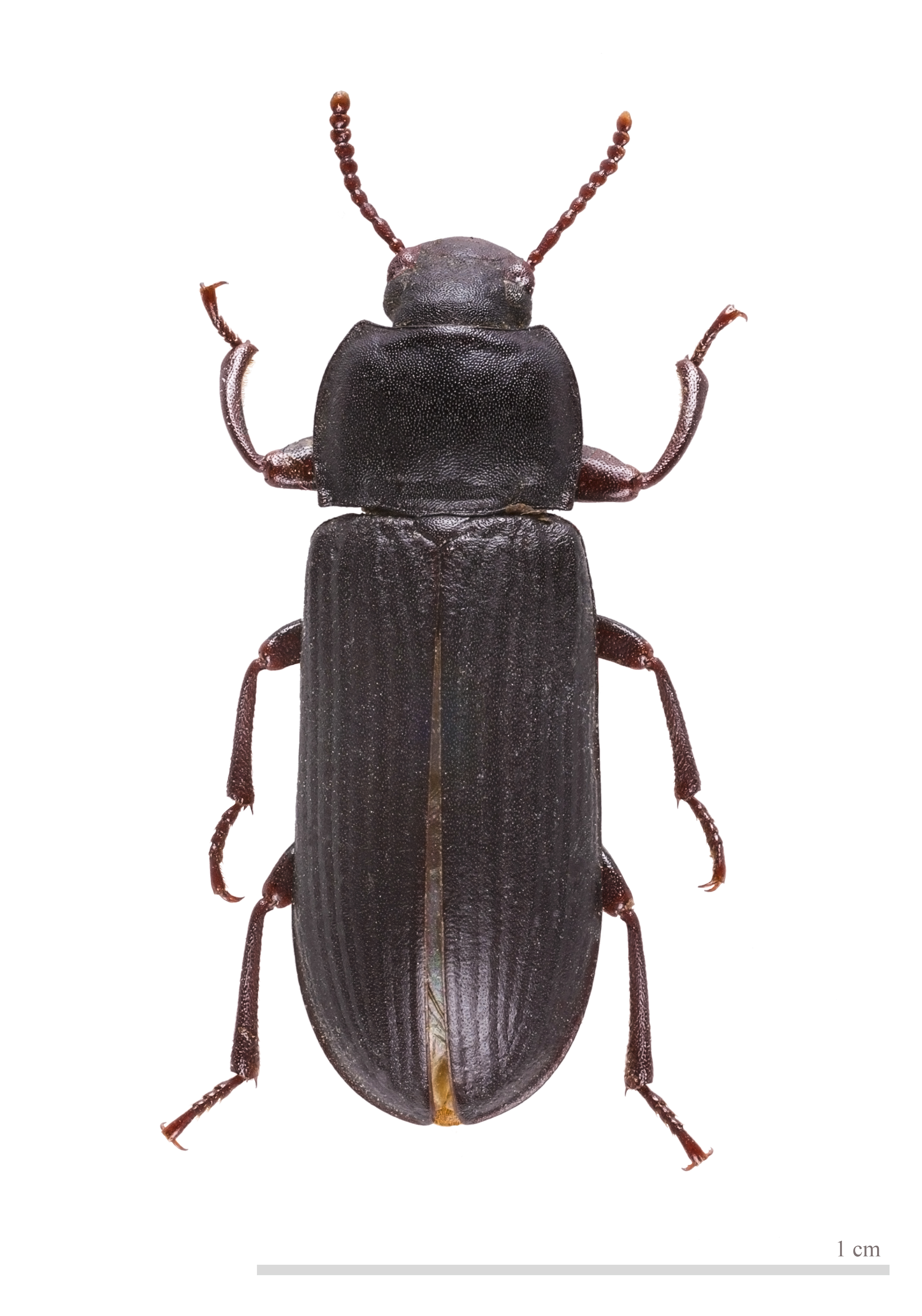
Tenebrio molitor

Большинство питаются в основном растительными материалами. Есть ксилофаги (Helopini), микофаги (Diaperinae, Mycetocharini), сапрофаги и некрофаги (Blaps), некоторые питаются пыльцой (Omophlini).
Многие виды являются ночными и избегают света, но другие могут быть найдены в солнечные дни (Omophlini), даже на пляжах или пустынях (Pimeliinae).

## Распространение и местообитание
Всемирное, преимущественно в тропических и аридных регионах. В Европе около 1775 видов.
К песчаным почвам приурочено значительное число видов. На влажных солончаках обитают немногие виды с высокой устойчивостью к солям. К равнинным видам принадлежат обитатели степей, полупустынь и пустынь. Некоторые из этих видов населяют также предгорные холмы. Наиболее тесную связь с равнинными ландшафтами обнаруживают специализированные обитатели среднеазиатских песчаных пустынь.
В Тропической и Южной Африке мирмекофильными, по-видимому, являются все виды, относящиеся к родам Hanstroemium и Tragardhus.
Смещение времени активности на утренние, вечерние и ночные часы является одним из важных моментов биологии чернотелок, позволяющих им существовать в крайних условиях пустынь, поскольку лишь одни морфо-физиологические адаптации не могут обеспечить организму успешное противодействие влиянию окружающей среды.

## Личинки

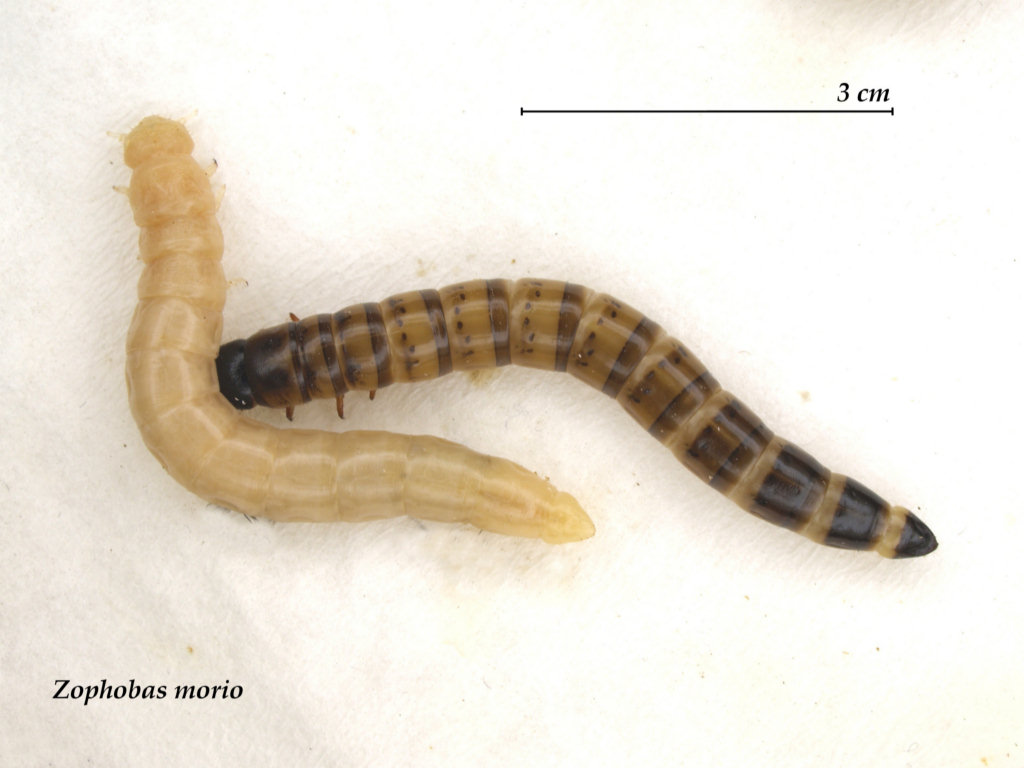
Личинки Zophobas morio

Длина тела до 70 мм. Тело личинок преимущественно длинное, полу цилиндрическое. Покровы тела сильно и равномерно склеротизованы, глянцевые на вид, реже матовые. Окраска личинок варьирует от светло-желтой и оранжево-желтой до коричнево-бурой и почти чёрной. Голова более или менее гипогнатическая. Глазки расположены по бокам головы у основания усиков. Дыхальца среднегруди крупнее, чем на сегментах брюшка. Брюшко состоит из 10 сегментов.

## Куколка

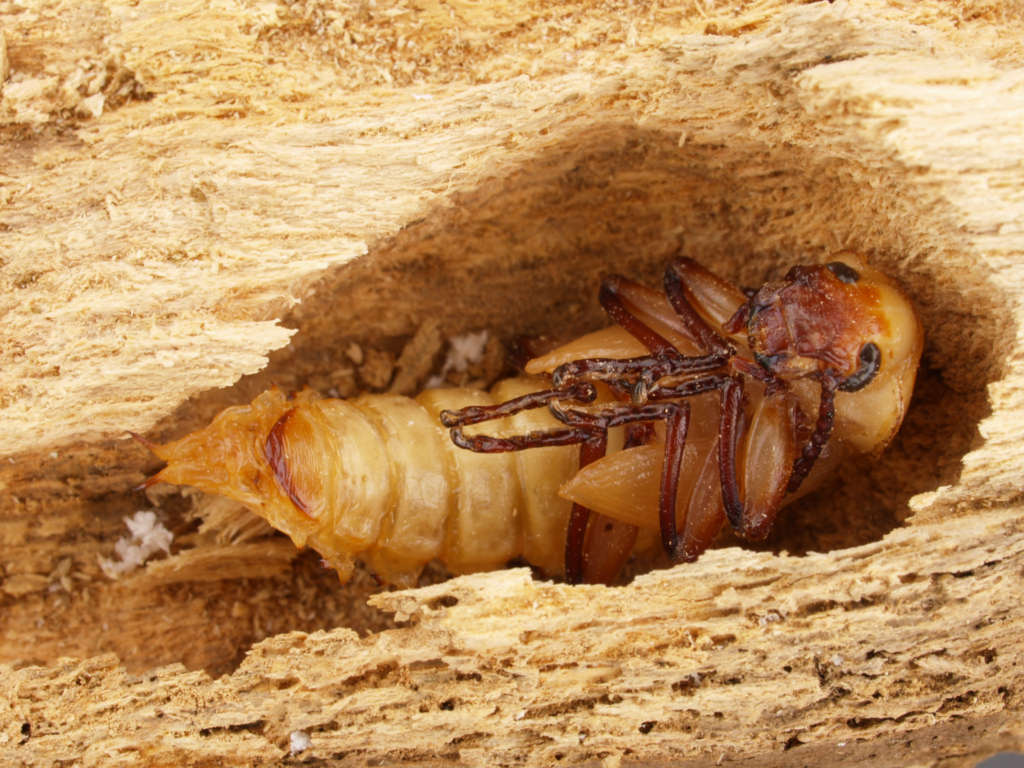
Куколка Zophobas morio

Куколка белого цвета, со стекловидно прозрачными усиками, ногами, нижнечелюстными щупиками. Голова сильно подогнута на нижнюю сторону и сверху не видна из-за грудного щита. Задний конец куколки загнут книзу и несет два хвостообразных отростка.

## Экономическое значение
На территории России чернотелки вредят в засушливых районах, а также на юге Украины, в Предкавказье, на юго-востоке европейской части, в Восточном Закавказье, в Казахстане, в Средней Азии. В более северных районах степи и лесостепи вредная деятельность чернотелок проявляется в сухие циклы.
Широко известны вредители запасов пищи (Tribolium, Tenebrio, Zophobas). Личинка жука мучного хрущака (Tenebrio molitor) повреждает муку, зерно, отруби, хлеб, сухари, макароны и другие продукты, портит энтомологические коллекции, наносит вред в подпольях складов, на мельницах, макаронных и кондитерских фабриках.
В качестве вредителей чернотелки трибы Opatrinae выступают на всех континентах, причем их экономическое значение наиболее заметно в засушливых районах тропического и умеренных поясов земли. В ряде районов тропического пояса (особенно в Юго-Восточной Азии) чернотелки проявляют себя как вредители в засушливый период года. Территория, где чернотелки подсемейства Opatrinae фигурируют как серьёзные вредители, кроме южных районов Европы, охватывает Переднюю Азию, Индию, Индонезию, Австралию, южную половину Африки, Мадагаскар, западные и южные штаты США.
Согласно исследованию австралийских учёных 2022 года, личинки чернотелок Zophobas morio могут питаться и выживать только на полистироле и в 66,7 % случаев превращаться в жуков на этой относительно бедной диете, что можно использовать для борьбы с мусором. Однако, этот рацион оказывает значительное негативное влияние на разнообразие и здоровье микробиома кишечника хозяина. Кроме того, личинки на полистирольной диете имели минимальный прирост веса, что привело к более низкой скорости окукливания по сравнению с червями, выращенными на отрубях.

## Галерея

### Разнообразие видов

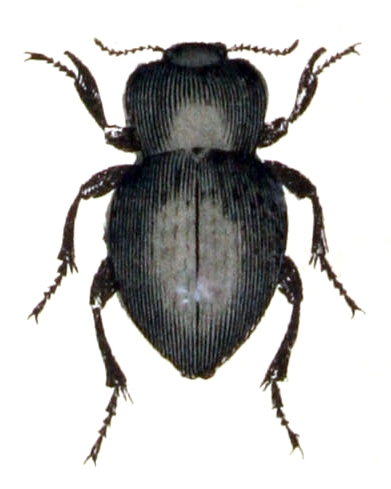
Gnaptor spinimanus
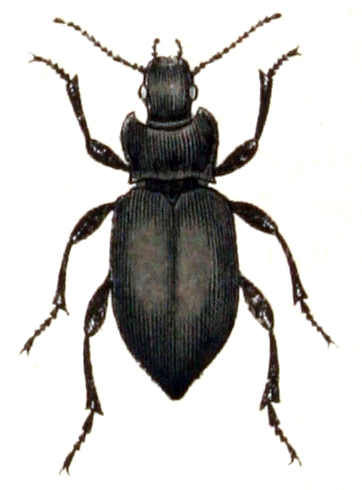
Akis acuminata
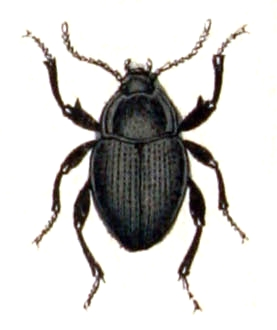
Enoplopus velikensis
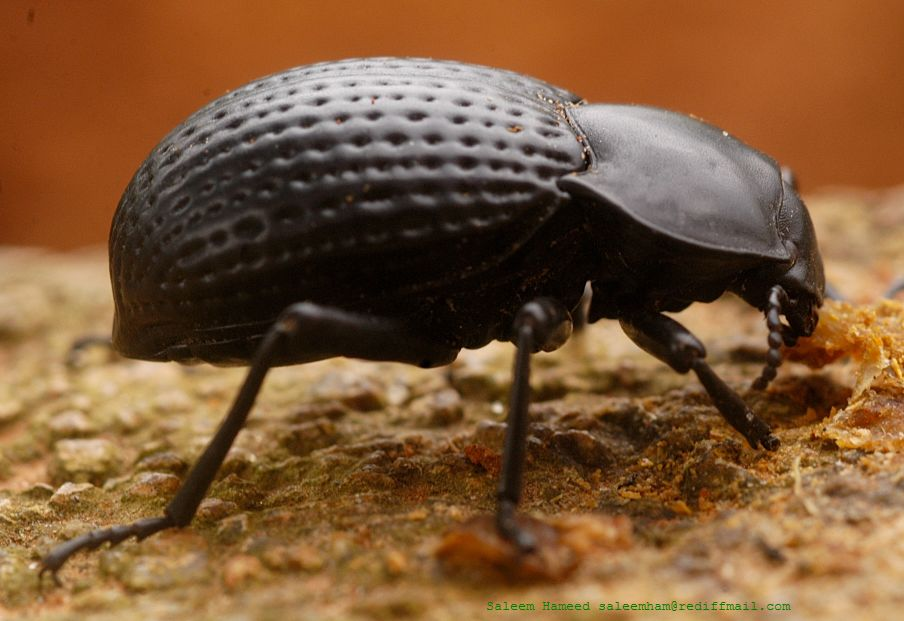
Platynotine из Индии
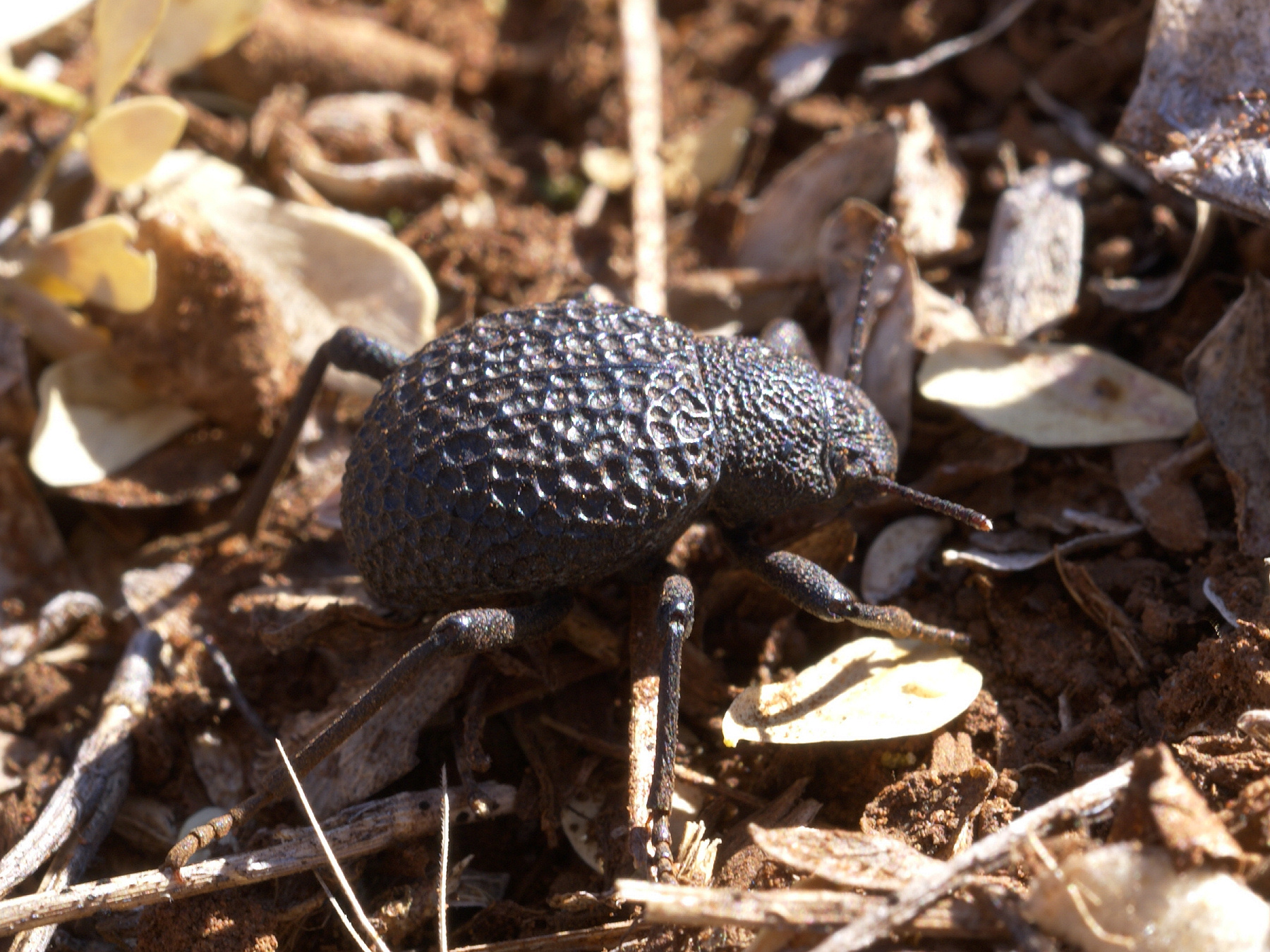
Alogenius из Намибии
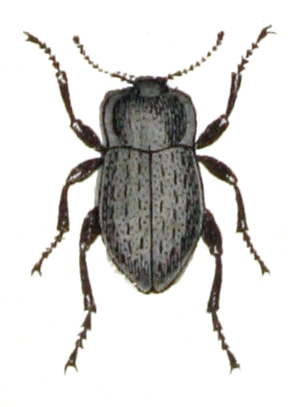
Asida
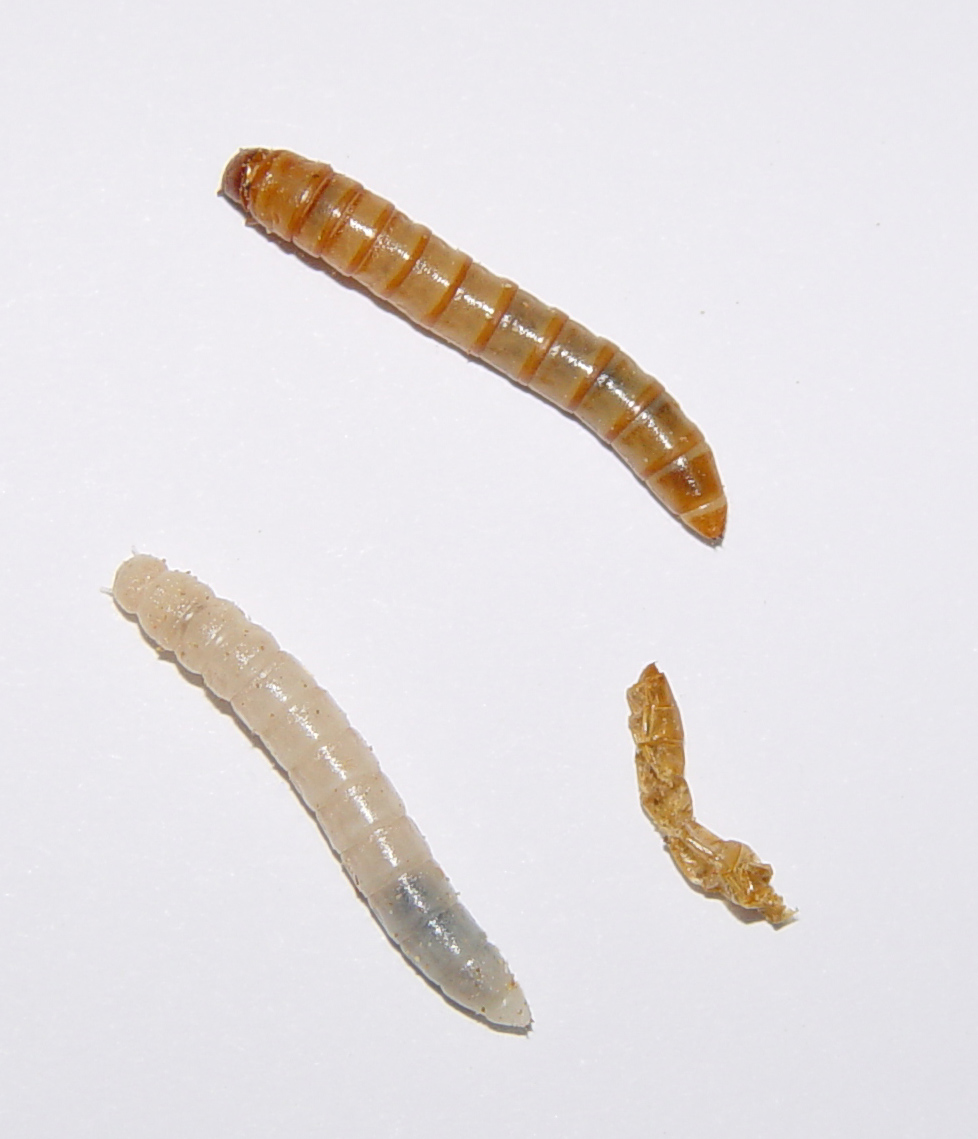
Личинки Tenebrio molitor
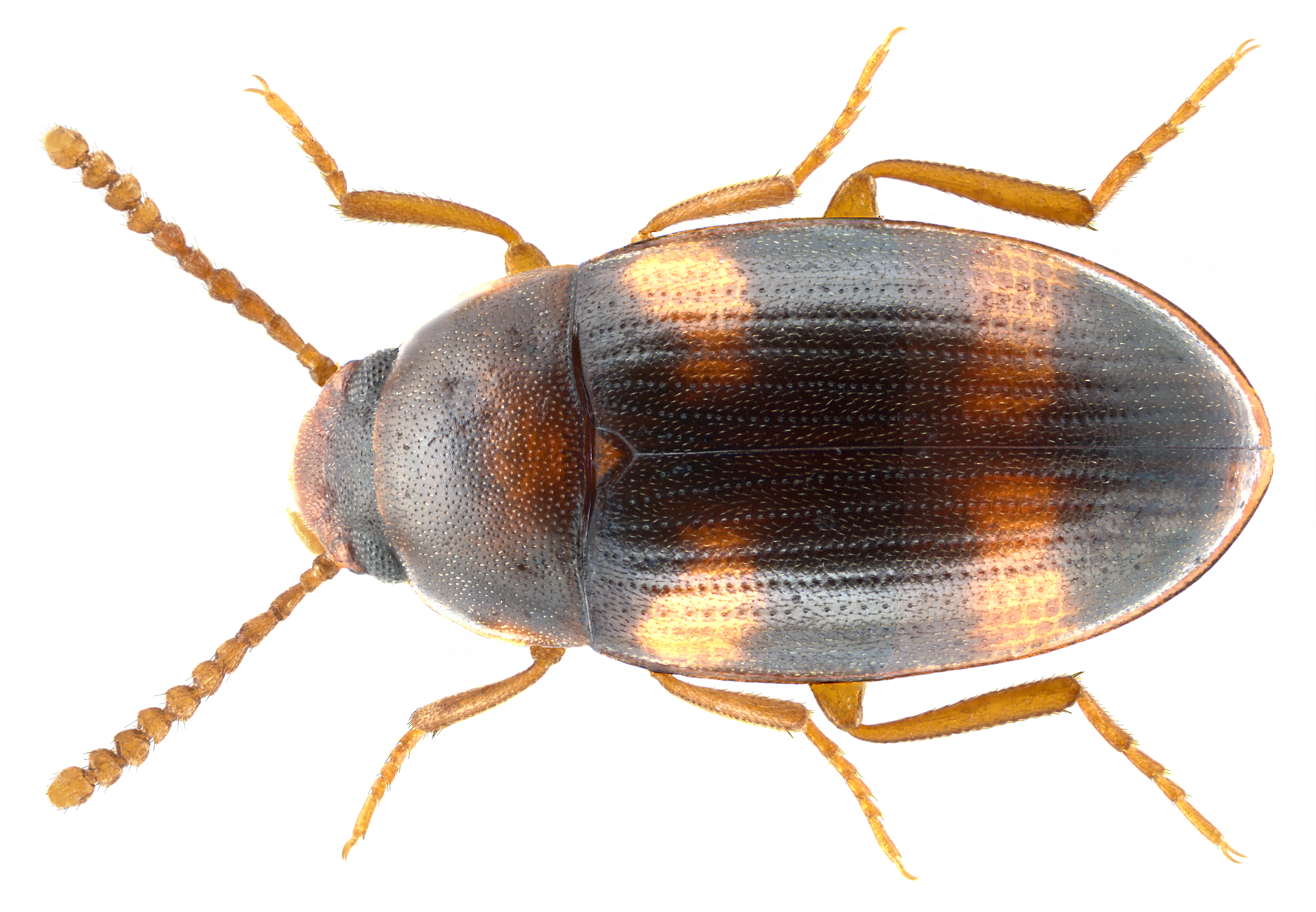
Alphitophagus bifasciatus